# Geofity cebulowe

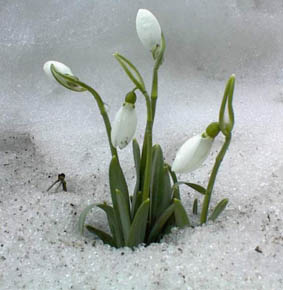
Śnieżyczka przebiśnieg – geofit cebulkowy

Geofity cebulowe – jedna z form życiowych roślin – geofitów obejmująca rośliny, których pączki odnawiające znajdują się w podziemnych cebulach, w nich też gromadzą się zapasy pokarmowe, niezbędne do przetrwania niesprzyjającego wegetacji okresu zimowego lub suszy. Na zimę u roślin tych obumiera cały pęd nadziemny. Na wiosnę lub podczas okresu deszczowego, korzystając ze zgromadzonych w cebuli zapasów pokarmowych, odradza się nowy pęd nadziemny.
Do geofitów cebulkowych należą m.in. takie gatunki, jak: lilia bulwkowata (Lilium bulbiferum), mieczyk dachówkowaty (Gladiolus imbricatus). Wiele gatunków geofitów cebulkowych, jak np. złoć żółta (Gagea lutea), to rośliny zakwitające wczesną wiosną w lasach i zaroślach nadrzecznych, jeszcze przed rozwinięciem liści przez drzewa. Wykorzystując światło, którego potem zabraknie, gdy drzewa pokryją się liśćmi, rozwijają swoje kwiaty i liście, by wytworzyć nasiona i zgromadzić materiały zapasowe w podziemnych cebulkach, zanim zostaną zacienione. Śnieżyczka przebiśnieg (Galanthus nivalis) zakwita masowo na łąkach i polanach śródleśnych, a szafran spiski (Crocus scepusiensis), również będący geofitem cebulowym, na tatrzańskich halach, zanim rozwinie się ich roślinność przesłaniająca im dostęp do światła. Ziemia niezasłonięta roślinnością nagrzewa się od wiosennego słońca, a ściółka chroni cebulki przed wiosennymi przymrozkami. Rośliny te często zakwitają nawet w śniegu.
Wiele geofitów cebulowych uprawianych jest w ogrodach w licznych odmianach jako rośliny ozdobne, np. tulipan, lilia, mieczyk i wiele innych. Do geofitów cebulkowych należą też warzywa cebulowe, np. czosnek, por, cebula.